# 류관청
류관청(중국어 간체자: 刘冠成, 병음: Líu Guànchéng, 한자음: 유관성, 1975년 7월 29일 ~)은 중국의 배우이다.